# Marek Stępa
Marek Stępa (ur. 20 kwietnia 1953 w Gdyni) – dr inż. architekt, działacz samorządowy, w latach 1998–2018 wiceprezydent Gdyni.

## Życiorys
Syn Edmunda i Danuty. Z zawodu jest architektem. Studiował na Politechnice Gdańskiej, tam też w 1993 obronił pracę i uzyskał tytuł doktora nauk technicznych w zakresie architektury i urbanistyki. Ukończył także studia podyplomowe w zakresie pedagogiki w Instytucie Kształcenia Nauczycieli i Badań Oświaty oraz religioznawstwa na Uniwersytecie Gdańskim. Zajmował się wykonawstwem, projektowaniem, nadzorem inwestorskim, państwowym nadzorem budowlanym. Był biegłym sądowym, uczył przedmiotów zawodowych w technikum budowlanym i na Wydziale Architektury Politechniki Gdańskiej. Ma na swoim koncie liczne publikacje.
Od 1994 był radnym Gdyni II i III kadencji. W kadencji 1994–1998 był przewodniczącym Komisji Gospodarki Komunalnej, od 1998 do 2018 pełnił stanowisko wiceprezydenta odpowiedzialnego za rozwój przestrzenny, inwestycje miejskie i komunikację. 
Instruktor harcerski w stopniu harcmistrza. Rozpoczął pracę instruktorską w ZHP, gdzie współtworzył Krąg Instruktorów Harcerskich im. Andrzeja Małkowskiego – był pierwszym przewodniczącym KIHAM-u Trójmiejskiego. Organizator tzw. Białej Służby w Gdyni w 1987 – harcerskiej obstawy dla wizyty Jana Pawła II. W 1989 aktywnie współuczestniczył w założeniu Związku Harcerstwa Rzeczypospolitej jako jeden z 51 instruktorów i instruktorek – członków założycieli tej organizacji. Do dziś czynny instruktor – Przewodniczący Komisji Harcmistrzowskiej Organizacji Harcerzy ZHR.
Założyciel i pierwszy prezes Ruchu dla Gdyni – stowarzyszenia skupiającego sympatyków tego miasta, organizującego między innymi doroczny konkurs wiedzy o Gdyni, w którym biorą udział uczniowie wszystkich gdyńskich szkół.
W wyborach samorządowych w 2002, 2006, 2010 i 2014 był wybierany na radnego miasta Gdyni, za każdym razem zrzekając się mandatu na rzecz wiceprezydentury miasta. W 2018 został wybrany radnym, zrzekł się mandatu na początku 2019 i objął stanowisko naczelnika Wydziału Ochrony Dziedzictwa Urzędu Miasta Gdyni.

## Ordery i odznaczenia
- Krzyż Kawalerski Orderu Odrodzenia Polski (2016)[5]
- Złoty Krzyż Zasługi (2010)
- Brązowy Medal „Za zasługi dla obronności kraju”
- Medal Stulecia Odzyskanej Niepodległości (2021)[6]
- Brązowy Medal Uniwersytetu Gdańskiego „Bene merito et merenti” (2013)[7]
- Złota Honorowa Odznaka Polskiego Związku Koszykówki

Źródło:.